# Etainsel
Die Etainsel (englisch Eta Island) ist eine Insel im Palmer-Archipel vor der Westküste der Antarktischen Halbinsel. Sie ist die größte Insel im nordöstlichen Teil der Melchior-Inseln und liegt unmittelbar nördlich der Omegainsel.
Teilnehmer der Vierten Französischen Antarktisexpedition (1903–1905) unter der Leitung des Polarforschers Jean-Baptiste Charcot hielten die Eta- und die Omegainsel für ein gemeinsames Objekt und benannten sie als Île Melchior. Die Etainsel wurde 1927 bei den britischen Discovery Investigations kartiert. Ihr Name, der dem griechischen Buchstaben Eta entliehen ist, erscheint erstmals 1946 auf Kartenmaterial, die im Zuge der argentinischen Expeditionen der Jahre 1942 und 1943 entstanden. In Argentinien ist die Insel auch unter dem Namen Isla Piedrabuena bekannt. Namensgeber hier ist der Seefahrer Luis Piedrabuena (1833–1883), eine Schlüsselfigur in der Bewahrung der Souveränität Argentiniens im 19. Jahrhundert.